# FIS wereldkampioenschappen freestyleskiën en snowboarden 2023
De FIS wereldkampioenschappen freestyleskiën en snowboarden 2023 werden van 19 februari tot en met 5 maart 2023 gehouden in het Georgische Bakoeriani
Er stonden 30 onderdelen op het programma, dertien voor mannen en dertien voor vrouwen en vier voor gemengde teams.

## Programma
| Q | Kwalificaties | Goud | Finale |

| Februari           | Februari | Februari | Februari | Februari | Februari    | Februari | Februari    | Februari    | Februari | Februari    | Maart | Maart | Maart | Maart       | Maart       |
| Onderdeel↓/Datum → | 19       | 20       | 21       | 22       | 23          | 24       | 25          | 26          | 27       | 28          | 1     | 2     | 3     | 4           | 5           |
| ------------------ | -------- | -------- | -------- | -------- | ----------- | -------- | ----------- | ----------- | -------- | ----------- | ----- | ----- | ----- | ----------- | ----------- |
| Aerials            |          |          | Q / Q    |          | Goud · Goud |          |             |             |          |             |       |       |       |             |             |
| Aerials team       | Goud     |          |          |          |             |          |             |             |          |             |       |       |       |             |             |
| Big air            |          |          |          |          |             |          |             |             |          |             |       |       | Q / Q |             | Goud · Goud |
| Halfpipe           |          |          |          |          |             |          |             |             |          |             |       | Q / Q |       | Goud · Goud |             |
| Moguls             |          |          |          |          |             |          | Goud · Goud |             |          |             |       |       |       |             |             |
| Dual Moguls        |          |          |          |          |             |          |             | Goud · Goud |          |             |       |       |       |             |             |
| Skicross           |          |          |          |          | Q / Q       |          |             | Goud · Goud |          |             |       |       |       |             |             |
| Skicross team      |          |          |          |          |             |          |             | Goud        |          |             |       |       |       |             |             |
| Slopestyle         |          |          |          |          |             |          |             | Q           | Q        | Goud · Goud |       |       |       |             |             |

| Februari             | Februari    | Februari | Februari    | Februari | Februari | Februari | Februari | Februari | Februari    | Februari | Maart | Maart       | Maart       | Maart | Maart       |
| Onderdeel↓/Datum →   | 19          | 20       | 21          | 22       | 23       | 24       | 25       | 26       | 27          | 28       | 1     | 2           | 3           | 4     | 5           |
| -------------------- | ----------- | -------- | ----------- | -------- | -------- | -------- | -------- | -------- | ----------- | -------- | ----- | ----------- | ----------- | ----- | ----------- |
| Big air              |             |          |             |          |          |          |          |          |             |          |       |             |             | Q / Q | Goud · Goud |
| Halfpipe             |             |          |             |          |          |          |          |          |             |          | Q / Q |             | Goud · Goud |       |             |
| Parallelreuzenslalom | Goud · Goud |          |             |          |          |          |          |          |             |          |       |             |             |       |             |
| Parallelslalom       |             |          | Goud · Goud |          |          |          |          |          |             |          |       |             |             |       |             |
| Parallelslalom team  |             |          |             | Goud     |          |          |          |          |             |          |       |             |             |       |             |
| Slopestyle           |             |          |             |          |          | Q        |          | Q        | Goud · Goud |          |       |             |             |       |             |
| Snowboardcross       |             |          |             |          |          |          |          |          |             |          | Q / Q | Goud · Goud |             |       |             |
| Snowboardcross team  |             |          |             |          |          |          |          |          |             |          |       |             |             | Goud  |             |

## Medailles

### Freestyleskiën

#### Mannen
| Onderdeel   | Goud                            | Goud                    | Zilver                           | Zilver                      | Brons                          | Brons                 |
| ----------- | ------------------------------- | ----------------------- | -------------------------------- | --------------------------- | ------------------------------ | --------------------- |
| Aerials     | Noé Roth Zwitserland            | 118,59                  | Quinn Dehlinger Verenigde Staten | 114,48                      | Yang Longxiao China            | 110,18                |
| Big air     | Troy Podmilsak Verenigde Staten | 187,75                  | Lukas Müllauer Oostenrijk        | 184,50                      | Birk Ruud Noorwegen            | 183,50                |
| Halfpipe    | Brendan Mackay Canada           | 97,25                   | Jon Sallinen Finland             | 95,75                       | Alex Ferreira Verenigde Staten | 93,00                 |
| Moguls      | Mikaël Kingsbury Canada         | 89,82                   | Matt Graham Australië            | 88,90                       | Walter Wallberg Zweden         | 88,52                 |
| Dual Moguls | Mikaël Kingsbury Canada         | Mikaël Kingsbury Canada | Walter Wallberg Zweden           | Walter Wallberg Zweden      | Matt Graham Australië          | Matt Graham Australië |
| Skicross    | Simone Deromedis Italië         | Simone Deromedis Italië | Florian Wilmsmann Duitsland      | Florian Wilmsmann Duitsland | Erik Mobärg Zweden             | Erik Mobärg Zweden    |
| Slopestyle  | Birk Ruud Noorwegen             | 90,75                   | Christian Nummedahl Noorwegen    | 87,08                       | Andri Ragettli Zwitserland     | 84,33                 |

#### Vrouwen
| Onderdeel   | Goud                             | Goud                      | Zilver                        | Zilver                       | Brons                       | Brons                     |
| ----------- | -------------------------------- | ------------------------- | ----------------------------- | ---------------------------- | --------------------------- | ------------------------- |
| Aerials     | Kong Fanyu China                 | 85,30                     | Danielle Scott Australië      | 83,84                        | Anastasija Novosad Oekraïne | 82,84                     |
| Big air     | Tess Ledeux Frankrijk            | 186,75                    | Sandra Eie Noorwegen          | 175,00                       | Megan Oldham Canada         | 174,00                    |
| Halfpipe    | Hanna Faulhaber Verenigde Staten | 95,75                     | Zoe Atkin Verenigd Koninkrijk | 94,50                        | Rachael Karker Canada       | 92,25                     |
| Moguls      | Perrine Laffont Frankrijk        | 87,40                     | Jaelin Kauf Verenigde Staten  | 83,56                        | Avital Carroll Oostenrijk   | 80,19                     |
| Dual Moguls | Perrine Laffont Frankrijk        | Perrine Laffont Frankrijk | Jaelin Kauf Verenigde Staten  | Jaelin Kauf Verenigde Staten | Avital Carroll Oostenrijk   | Avital Carroll Oostenrijk |
| Skicross    | Sandra Näslund Zweden            | Sandra Näslund Zweden     | Katrin Ofner Oostenrijk       | Katrin Ofner Oostenrijk      | Fanny Smith Zwitserland     | Fanny Smith Zwitserland   |
| Slopestyle  | Mathilde Gremaud Zwitserland     | 87,95                     | Megan Oldham Canada           | 87,75                        | Johanne Killi Noorwegen     | 84,71                     |

#### Gemengd
| Onderdeel     | Goud                                                                | Goud                              | Zilver                                   | Zilver                                | Brons                                                            | Brons                               |
| ------------- | ------------------------------------------------------------------- | --------------------------------- | ---------------------------------------- | ------------------------------------- | ---------------------------------------------------------------- | ----------------------------------- |
| Aerials team  | Verenigde Staten Ashley Caldwell Christopher Lillis Quinn Dehlinger | 331,37                            | China Kong Fanyu Li Tianma Yang Longxiao | 320,71                                | Oekraïne Anastasija Novosad Oleksandr Okipnjoek Dmytro Kotovskij | 255,56                              |
| Skicross team | Zweden Erik Mobärg Sandra Näslund                                   | Zweden Erik Mobärg Sandra Näslund | Canada Reece Howden Marielle Thompson    | Canada Reece Howden Marielle Thompson | Italië Federico Tomasoni Jole Galli                              | Italië Federico Tomasoni Jole Galli |

### Snowboarden

#### Mannen
| Onderdeel            | Goud                          | Goud                          | Zilver                     | Zilver                     | Brons                          | Brons                      |
| -------------------- | ----------------------------- | ----------------------------- | -------------------------- | -------------------------- | ------------------------------ | -------------------------- |
| Big Air              | Taiga Hasegawa Japan          | 177,25                        | Mons Røisland Noorwegen    | 157,25                     | Nicolas Huber Zwitserland      | 150,50                     |
| Halfpipe             | Lee Chae-un Zuid-Korea        | 93,50                         | Valentino Guseli Australië | 93,00                      | Jan Scherrer Zwitserland       | 89,25                      |
| Parallelreuzenslalom | Oskar Kwiatkowski Polen       | Oskar Kwiatkowski Polen       | Dario Caviezel Zwitserland | Dario Caviezel Zwitserland | Alexander Payer Oostenrijk     | Alexander Payer Oostenrijk |
| Parallelslalom       | Andreas Prommegger Oostenrijk | Andreas Prommegger Oostenrijk | Arvid Auner Oostenrijk     | Arvid Auner Oostenrijk     | Arnaud Gaudet Canada           | Arnaud Gaudet Canada       |
| Slopestyle           | Marcus Kleveland Noorwegen    | 87,23                         | Ryoma Kimata Japan         | 83,45                      | Chris Corning Verenigde Staten | 82,18                      |
| Snowboardcross       | Jakob Dusek Oostenrijk        | Jakob Dusek Oostenrijk        | Martin Nörl Duitsland      | Martin Nörl Duitsland      | Omar Visintin Italië           | Omar Visintin Italië       |

#### Vrouwen
| Onderdeel            | Goud                            | Goud                     | Zilver                             | Zilver                    | Brons                               | Brons                               |
| -------------------- | ------------------------------- | ------------------------ | ---------------------------------- | ------------------------- | ----------------------------------- | ----------------------------------- |
| Big Air              | Anna Gasser Oostenrijk          | 162,50                   | Miyabi Onitsuka Japan              | 161,25                    | Tess Coady Australië                | 153,25                              |
| Halfpipe             | Cai Xuetong China               | 90,50                    | Elizabeth Hosking Canada           | 85,50                     | Mitsuki Ono Japan                   | 83,00                               |
| Parallelreuzenslalom | Tsubaki Miki Japan              | Tsubaki Miki Japan       | Daniela Ulbing Oostenrijk          | Daniela Ulbing Oostenrijk | Aleksandra Król Polen               | Aleksandra Król Polen               |
| Parallelslalom       | Julie Zogg Zwitserland          | Julie Zogg Zwitserland   | Ladina Jenny Zwitserland           | Ladina Jenny Zwitserland  | Sabine Schöffmann Oostenrijk        | Sabine Schöffmann Oostenrijk        |
| Slopestyle           | Mia Brookes Verenigd Koninkrijk | 91,38                    | Zoi Sadowski-Synnott Nieuw-Zeeland | 88,78                     | Miyabi Onitsuka Japan               | 83,05                               |
| Snowboardcross       | Eva Adamczyková Tsjechië        | Eva Adamczyková Tsjechië | Josie Baff Australië               | Josie Baff Australië      | Lindsey Jacobellis Verenigde Staten | Lindsey Jacobellis Verenigde Staten |

#### Gemengd
| Onderdeel           | Goud                                                   | Goud                                                   | Zilver                                            | Zilver                                            | Brons                                     | Brons                                     |
| ------------------- | ------------------------------------------------------ | ------------------------------------------------------ | ------------------------------------------------- | ------------------------------------------------- | ----------------------------------------- | ----------------------------------------- |
| Parallelslalom team | Italië 2 Aaron March Nadya Ochner                      | Italië 2 Aaron March Nadya Ochner                      | Oostenrijk 1 Andreas Prommegger Sabine Schöffmann | Oostenrijk 1 Andreas Prommegger Sabine Schöffmann | Zwitserland 1 Dario Caviezel Julie Zogg   | Zwitserland 1 Dario Caviezel Julie Zogg   |
| Snowboardcross team | Verenigd Koninkrijk 1 Huw Nightingale Charlotte Bankes | Verenigd Koninkrijk 1 Huw Nightingale Charlotte Bankes | Oostenrijk 1 Jakob Dusek Pia Zerkhold             | Oostenrijk 1 Jakob Dusek Pia Zerkhold             | Frankrijk 1 Merlin Surget Chloé Trespeuch | Frankrijk 1 Merlin Surget Chloé Trespeuch |

### Medailleklassement
| Plaats | Land                | Goud | Zilver | Brons | Totaal |
| 1      | Oostenrijk          | 3    | 6      | 4     | 13     |
| 2      | Canada              | 3    | 3      | 3     | 9      |
| 2      | Verenigde Staten    | 3    | 3      | 3     | 9      |
| 4      | Zwitserland         | 3    | 2      | 5     | 10     |
| 5      | Frankrijk           | 3    | 0      | 1     | 4      |
| 6      | Noorwegen           | 2    | 3      | 2     | 7      |
| 7      | Japan               | 2    | 2      | 2     | 6      |
| 8      | Zweden              | 2    | 1      | 2     | 5      |
| 9      | China               | 2    | 1      | 1     | 4      |
| 10     | Verenigd Koninkrijk | 2    | 1      | 0     | 3      |
| 11     | Italië              | 2    | 0      | 2     | 4      |
| 12     | Polen               | 1    | 0      | 1     | 2      |
| 13     | Tsjechië            | 1    | 0      | 0     | 1      |
| 13     | Zuid-Korea          | 1    | 0      | 0     | 1      |
| 15     | Australië           | 0    | 4      | 2     | 6      |
| 16     | Duitsland           | 0    | 2      | 0     | 2      |
| 17     | Finland             | 0    | 1      | 0     | 1      |
| 17     | Nieuw-Zeeland       | 0    | 1      | 0     | 1      |
| 19     | Oekraïne            | 0    | 0      | 2     | 2      |
| Totaal | Totaal              | 30   | 30     | 30    | 90     |